# Stan Wagon
Stanley „Stan“ Wagon (* 1951 in Montreal) ist ein kanadisch-US-amerikanischer Mathematiker. Er ist Professor am Macalester College in Minnesota.

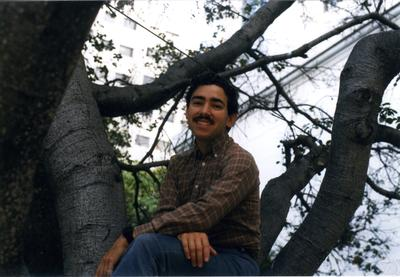
Stan Wagon 1986

Wagon erwarb 1971 seinen Bachelor-Abschluss in Mathematik an der McGill University und wurde 1975 am Dartmouth College bei James Baumgartner promoviert (Decompositions of saturated ideals). Er lehrte am Smith College und ab 1990 am Macalester College.
Er befasste sich mit Geometrie, Zahlentheorie, Experimenteller Mathematik und Computer-Visualisierung in der Mathematik und verfasste eine Reihe von Sachbüchern über Mathematik. Er baute mathematische Schnee-Skulpturen und ein Fahrrad mit Rechteck-Rädern.
Seine Frau Joan Hutchinson (* 1945) ist ebenfalls Mathematik-Professorin am Macalester College, die sich mit Graphentheorie befasst und den Carl Allendoerfer Prize gewann.
1988 gewann er den Lester Randolph Ford Award und 2002 den Chauvenet-Preis mit Ellen Gethner und Brian Wick für A stroll through the Gaussian primes. Er veröffentlichte auch viel im Mathematical Intelligencer, zum Beispiel 1985/86 eine Serie über numerische Evidenz für verschiedene Vermutungen.

## Schriften
- The Banach-Tarski Paradox, Cambridge University Press, 1985
- mit Victor Klee: Old and New Unsolved Problems in Plane Geometry and Number Theory, Mathematical Association of America, 1991
  - Deutsche Übersetzung: Alte und neue ungelöste Probleme in der Zahlentheorie und Geometrie der Ebene, Birkhäuser 1997
- Mathematica in Action: Problem Solving Through Visualization and Computation, W.H. Freeman, 1991, 3. Auflage Springer Verlag 2010
- mit E. Packel Animating Calculus, TELOS, 1996
- mit Joseph D. E. Konhauser, Dan Velleman: Which Way Did the Bicycle Go? , Mathematical Association of America, 1996
- mit Dan Schwalbe: VisualDSolve: Visualizing Differential Equations with Mathematica, TELOS, 1997, 2. Auflage mit Schwalbe und Antonin Slavik bei  Wolfram Research, 2009
- mit David Bressoud: A Course in Computational Number Theory, Springer, 2000
- The Mathematical Explorer, Wolfram Research, Inc., 2001
- mit Lauri, Bornemann, Waldvogel: The SIAM 100-Digit Challenge: A Study in High-Accuracy Numerical Computing, SIAM, 2004